# Caroline Fischer-Achten
Caroline Fischer-Achten, auch Karoline, (geboren am 29. Januar 1806 in Wien; gestorben am 13. September 1896 in Friedensheim bei Graz) war eine österreichische Sopransängerin.

## Leben

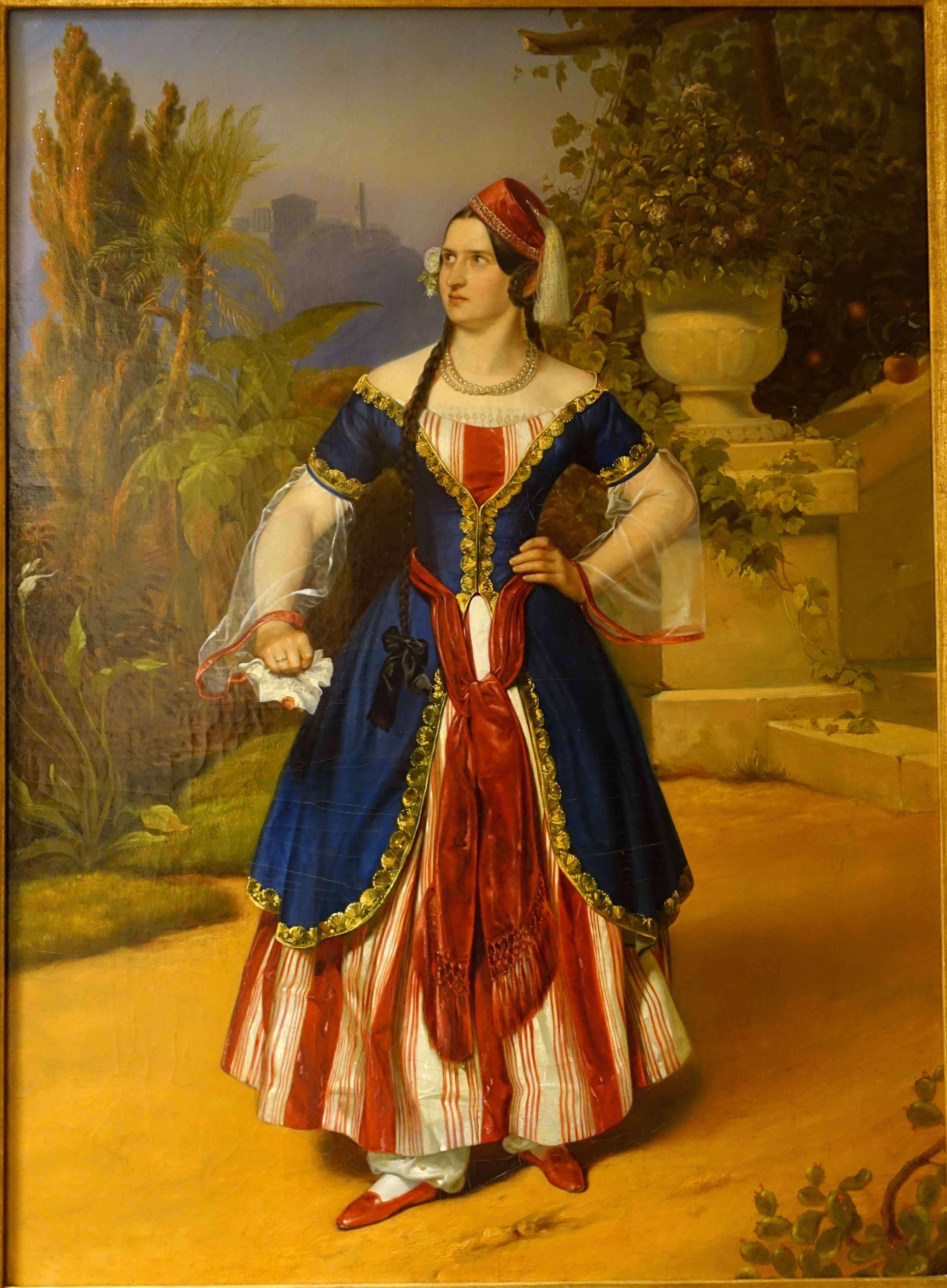
Caroline Fischer-Achten als Constanze in Die Entführung aus dem Serail

Fischer-Achten war eine Tochter des Hauptmanns der Armee-Intendantur Anton Achten. Durch seinen Dienst musste die Familie häufig den Wohnort wechseln. Die Mutter Judith entstammte aus einer gut gebildeten Familie. Während der Jahre 1823 bis 1827 erhielt sie ihren ersten Gesangs- und Musikunterricht durch den Schuldirektor Plöck und dessen Gehilfen Beinbofer in Stockerau bei Wien, wo ihr Vater zu dieser Zeit stationiert war.
Erste Aufmerksamkeit erregte sie als Solistin im Kirchenchor in Stockerau, so dass die Familie Firlinger, wohlhabende Kunstliebhaber, sie in Wien durch den italienischen Opernsänger Giuseppe Ciccimarra (22. Mai 1790 – 6. Dezember 1836) und den Wiener Tenor Joseph August Röckel für die Bühne ausbilden ließ. Unterrichtet wurde sie zudem durch Aloisia Lange, einer Schwägerin Mozarts. Ihren ersten großen Auftritt hatte sie am 9. Dezember 1827 als „Rosa“ in dem Stück Der blinde Harfner. Dies führte zu einem Engagement an der Wiener Hofoper. Hier war sie rund 5 Jahre tätig. Im Jahre 1830 heiratete sie den Bassisten Friedrich Wilhelm Fischer (6. Juni 1805 – 10. April 1871). Auf einer Reise durch Ungarn und Deutschland feierte sie weitere Erfolge und erhielt 1832 eine Anstellung in Frankfurt am Main. 1836 zog sie nach Braunschweig, wo sie ein langjähriges Engagement am Hoftheater innehatte. Ihre erste Rolle spielte sie dort am 27. Juli 1836 als „Alice“ in der Oper Robert der Teufel, in der ihr Mann die Rolle des „Bertram“ spielte. Fischer-Achtens Repertoire umfasste das Koloraturfach und die Rolle als dramatische Sängerin. Dabei zeichnete sie sich durch die kraftvolle und weiche Klangfarbe ihrer Stimme, aber auch durch „die Natürlichkeit und Anmuth ihres Spiels und die Schönheit ihrer Erscheinung“ aus. Sie war überregional bekannt und wurde in österreichischen Zeitungen als „die grösste Mozartsangerin“ gelobt. Sie beendete ihre Karriere als fest engagierte Opernsängerin am Braunschweiger Opernhaus so, wie sie dort begonnen hatte, am 23. Mai 1851 mit der Rolle der „Alice“.
Ihren letzten öffentlichen Auftritt hatte sie in Braunschweig am 23. April 1853 als „Susanne“ in Figaros Hochzeit. Das Ehepaar zog zurück nach Graz, wo sie ein Landhaus besaßen, das sie von ihren Ersparnissen erworben hatten. Nach dem Tod ihres Mannes am 10. April 1871 verkaufte sie das Anwesen und lebte bei ihrem ältesten Sohn, dem Tenorsänger Louis Fischer-Achten, der in Stockholm gewirkt hatte und 1890 starb. Sie selbst starb nach schwerer Krankheit am 13. September 1896.

## Familie
Aus der Ehe mit dem Opernsänger Friedrich [Wilhelm] Fischer gingen drei Söhne hervor, die ebenfalls Sänger waren:
- Louis (oder Ludwig) Fischer-Achten (1837–1890/1891), als Tenor unter anderem in Stockholm tätig
- Emil Fischer, der u. a. an der Metropolitan Opera New York als Bassbariton engagiert war[4]
- Karl Fischer (1840–1883; Bassbariton)

Sie hatte einen Bruder, den Maler Joseph Achten (1822–1867), den sie finanziell bei seiner Ausbildung unterstützte. Dieser folgte später dem Ruf als Professor an die Akademie in Graz.